# Сингапур на летних Олимпийских играх 1992
Сингапур принимал участие в Летних Олимпийских играх 1992 года в Барселоне (Испания) в десятый раз за свою историю, но не завоевал ни одной медали. Сборную страны представляли 3 женщины.